# Desmodium yunnanense
Desmodium yunnanense är en ärtväxtart som beskrevs av Adrien René Franchet. Desmodium yunnanense ingår i släktet Desmodium och familjen ärtväxter. Inga underarter finns listade i Catalogue of Life.